# نقيل الشوحطي (الشعر)

تعديل مصدري - تعديل

نقيل الشوحطي هي إحدى قرى عزلة المفتاح بمديرية الشعر التابعة لمحافظة إب، بلغ تعداد سكانها 333 نسمة حسب تعداد اليمن لعام 2004.